# Choquinhos à algarvia
Los choquinhos à algarvia (en español: ‘choquitos a la algarvía’) es un plato típico de la región portuguesa del Algarve, hecho con pequeñas sepias llamadas «chocos» en el sur peninsular. Se saltean en una sartén con aceite de oliva, ajos enteros machacados, vino blanco y otras especias como pimentón o piri-piri. Los choquiños a la algarvía se sirven calientes, con limón al gusto, decorado con cilantro fresco y a menudo acompañados de patatas cocidas (aunque también se puede encontrar con patatas fritas).